# Nether Poppleton
Nether Poppleton est un village et une paroisse civile du Yorkshire du Nord, en Angleterre. Il est situé à l'ouest de la ville d'York, sur la rive ouest de la rivière Ouse, juste à côté du village d'Upper Poppleton. Administrativement, il relève de l'autorité unitaire de la Cité d'York. Au recensement de 2011, il comptait 2 141 habitants.
Jusqu'en 1996, Nether Poppleton relevait du borough de Harrogate.

## Étymologie
Poppleton provient du vieil anglais *popel et tūn, qui pourrait signifier « la ferme sur le sol caillouteux ». Il est attesté sous la forme Popeltune vers 972 et apparaît dans le Domesday Book en tant que Popletone.